# Ducato di Krumlov
Il Ducato di Krumlov (in tedesco ducato di Krumau; in lingua ceca Krumlovské vévodství, in lingua tedesca Herzogtum Krumau), fu dominio feudale costituito nell'ambito del Regno di Boemia e ne occupava la parte meridionale.

## Storia

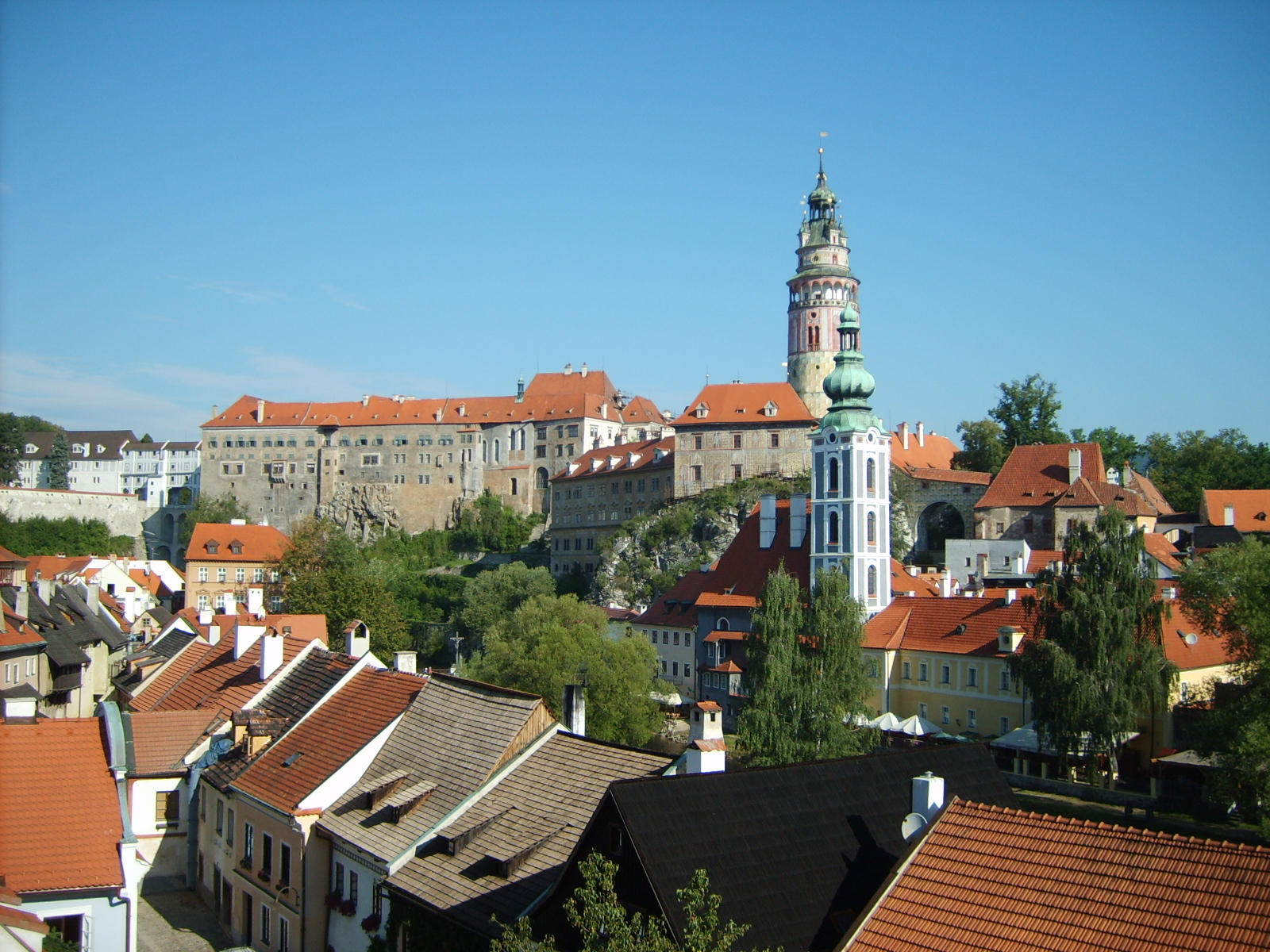
Il castello di Český Krumlov che per 290 anni fu sede e centro amministrativo del ducato di Krumlov

Il 6 novembre 1611 morì Petr Vok von Rosenberg, l'ultimo nobile sovrano della casata dei Rosenberg. Dopo 309 anni venne così a terminare una delle dinastie più influenti della Boemia meridionale che per tre secoli aveva de facto costituito un proprio stato personale nel sud della Boemia, proprio in un momento peraltro in cui la Boemia era dilaniata dagli scontri religiosi tra cattolici e protestanti e nella Guerra dei Trent'anni con l'Austria.
Nel 1622, la città di Krumlov, dove si trovava l'antica residenza dei Rosenberg, assieme ai villaggi di Netolice, Prachatice e altri, vennero conferiti come feudo a Giovanni Ulrico di Eggenberg, nobile originario della Stiria, collaboratore fidato dell'imperatore Ferdinando II. Nel 1628 Ferdinando II decise di conferire a Giovanni Ulrico il titolo di principe del Sacro Romano Impero. Il titolo di duca di Krumlov rimase in dotazione al primogenito della famiglia.
Dopo l'estinzione della casata degli Eggenberg in linea maschile, la vedova del principe Giovanni Cristiano I, Maria Ernestina nata principessa di Schwarzenberg, lasciò in eredità il castello ed il ducato di Krumlov a suo nipote Adamo Francesco Carlo di Schwarzenberg che si vide riconosciuto il titolo ufficialmente nel 1723 dall'imperatore Carlo VI, facendo così passare tale eredità agli Schwarzenberg. che si insediarono a Krumlov. Nei secoli successivi il ducato venne completamente integrato nel cosiddetto "Stato Schwarzenberg" comprendente molte altre proprietà in Boemia ed anche quando la casata si divise in due rami tra Giuseppe II di Schwarzenberg e suo fratello Karl Philipp von Schwarzenberg, il ducato rimase alla linea primogenita della casata.
Nel 1841 venne eseguito il primo censimento che arrivò a contare 45.000 abitanti, ripartiti su una superficie di 870 km². Con l'abolizione della schiavitù nel 1848, le proprietà terriere degli Schwarzenberg vennero sensibilmente ridotte ma i principi continuarono a svolgere sull'intero territorio agricolo del ducato un'importantissima riforma agraria iniziata già a fine Settecento per modernizzare e promuovere l'agricoltura in Boemia meridionale.
Dopo l'abolizione della monarchia asburgica nel 1918, il ducato di Krumlov venne a decadere con gli altri titoli della famiglia Schwarzenberg che ad ogni modo continuano ancora oggi ad utilizzarli in modo onorifico. Il ducato venne incluso nella neonata repubblica cecoslovacca.

## Duchi di Krumlov

### Casata degli Eggenberg (1628-1717)
| Nome                                | Ritratto | Governo | Governo | Matrimoni                          | Note                          | Nº |
| Nome                                | Ritratto | Inizio  | Fine    | Matrimoni                          | Note                          | Nº |
| ----------------------------------- | -------- | ------- | ------- | ---------------------------------- | ----------------------------- | -- |
| Giovanni Ulrico (1568 - 1634)       |          | 1628    | 1634    | Maria Sidonia von Thannhausen      |                               | 1  |
| Giovanni Antonio I (1610 - 1649)    |          | 1634    | 1649    | Anna Maria di Brandeburgo-Bayreuth | figlio di Giovanni Ulrico     | 2  |
| Giovanni Cristiano I (1641 - 1710)  |          | 1649    | 1710    | Maria Ernestina di Schwarzenberg   | figlio di Giovanni Antonio I  | 3  |
| Giovanni Sigifredo (1644 - 1713)    |          | 1710    | 1713    | Marie Eleonora del Liechtenstein   | figlio di Giovanni Antonio I  | 4  |
| Giovanni Antonio II (1669 - 1716)   |          | 1713    | 1716    | Maria Carolina di Sternberg        | figlio di Giovanni Sigifredo  | 5  |
| Giovanni Cristiano II (1704 - 1717) |          | 1716    | 1717    | -                                  | figlio di Giovanni Antonio II | 6  |

### Casata di Schwarzenberg (1717-1918)
| Nome                                                    | Ritratto | Governo     | Governo | Matrimoni                              | Note                                                                               | Nº |
| Nome                                                    | Ritratto | Inizio      | Fine    | Matrimoni                              | Note                                                                               | Nº |
| ------------------------------------------------------- | -------- | ----------- | ------- | -------------------------------------- | ---------------------------------------------------------------------------------- | -- |
| Maria Ernestina di Schwarzenberg de facto (1649 – 1719) |          | 1717        | 1719    | Giovanni Cristiano I di Eggenberg      | figlia di Giovanni Adolfo I di Schwarzenberg                                       | 7  |
| Adamo Francesco Carlo (1680 - 1732)                     |          | 1723 (1719) | 1732    | Eleonore von Lobkowicz                 | figlio di Ferdinando Guglielmo Eusebio; nipote di Maria Ernestina di Schwarzenberg | 8  |
| Giuseppe I (1722 - 1782)                                |          | 1732        | 1782    | Maria Teresa del Liechtenstein         | figlio di Adamo Francesco Carlo                                                    | 9  |
| Giovanni I Nepomuceno (1742 - 1789)                     |          | 1782        | 1789    | Marie Eleonora di Öttingen-Wallerstein | figlio di Giuseppe I                                                               | 10 |
| Giuseppe II (1769 - 1833)                               |          | 1789        | 1833    | Paolina Carlotta di Arenberg           | figlio di Giovanni I Nepomuceno                                                    | 11 |
| Giovanni Adolfo II (1799 - 1888)                        |          | 1833        | 1888    | Maria Eleonora del Liechtenstein       | figlio di Giuseppe II                                                              | 12 |
| Adolfo Giuseppe (1832 - 1914)                           |          | 1888        | 1914    | Ida del Liechtenstein                  | figlio di Giovanni Adolfo II                                                       | 13 |
| Giovanni II Nepomuceno (1860 - 1938)                    |          | 1914        | 1918    | Teresa di Trauttmansdorf-Weinsberg     | figlio di Adolfo Giuseppe                                                          | 14 |

Dopo la caduta della monarchia asburgica il titolo di Duca di Krumlov continuò ad essere utilizzato a livello onorifico dai principi di Schwarzenberg:
- 1918-1938: Giovanni II Nepomuceno
- 1938–1950: Adolfo — senza eredi, adottò il proprio nipote più giovane, Giuseppe, figlio di suo fratello, Enrico
- 1950–1979: Giuseppe III
- 1979–oggi: Carlo VII